# Église de Kurikka
L'église de Kurikka (finnois : Kurikan kirkko) est une église luthérienne  située à Kurikka en Finlande. 

## Présentation
Le retable de l'église est peint par Johan Zacharias Blackstadius.

## Galerie

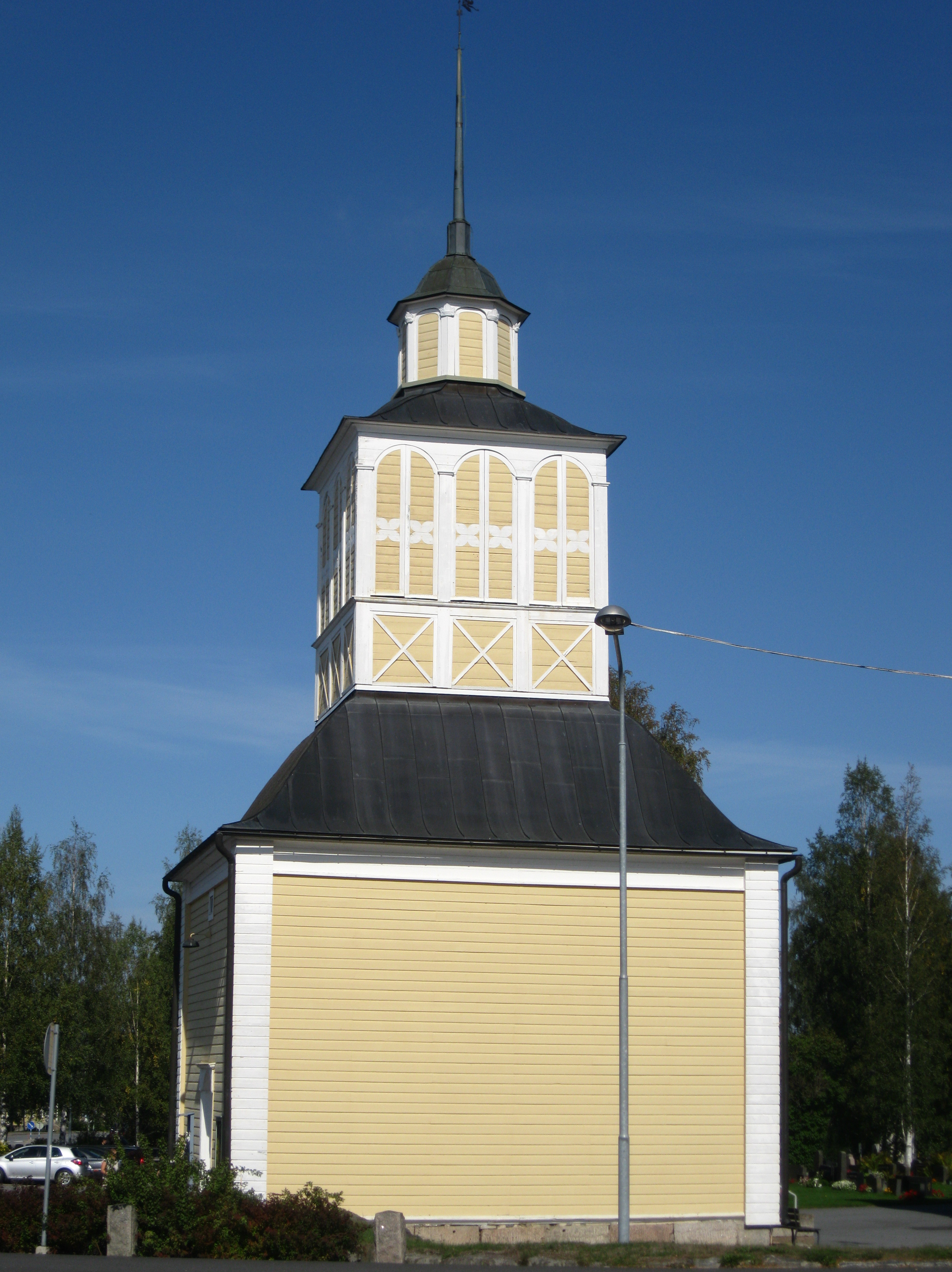
Clocher.
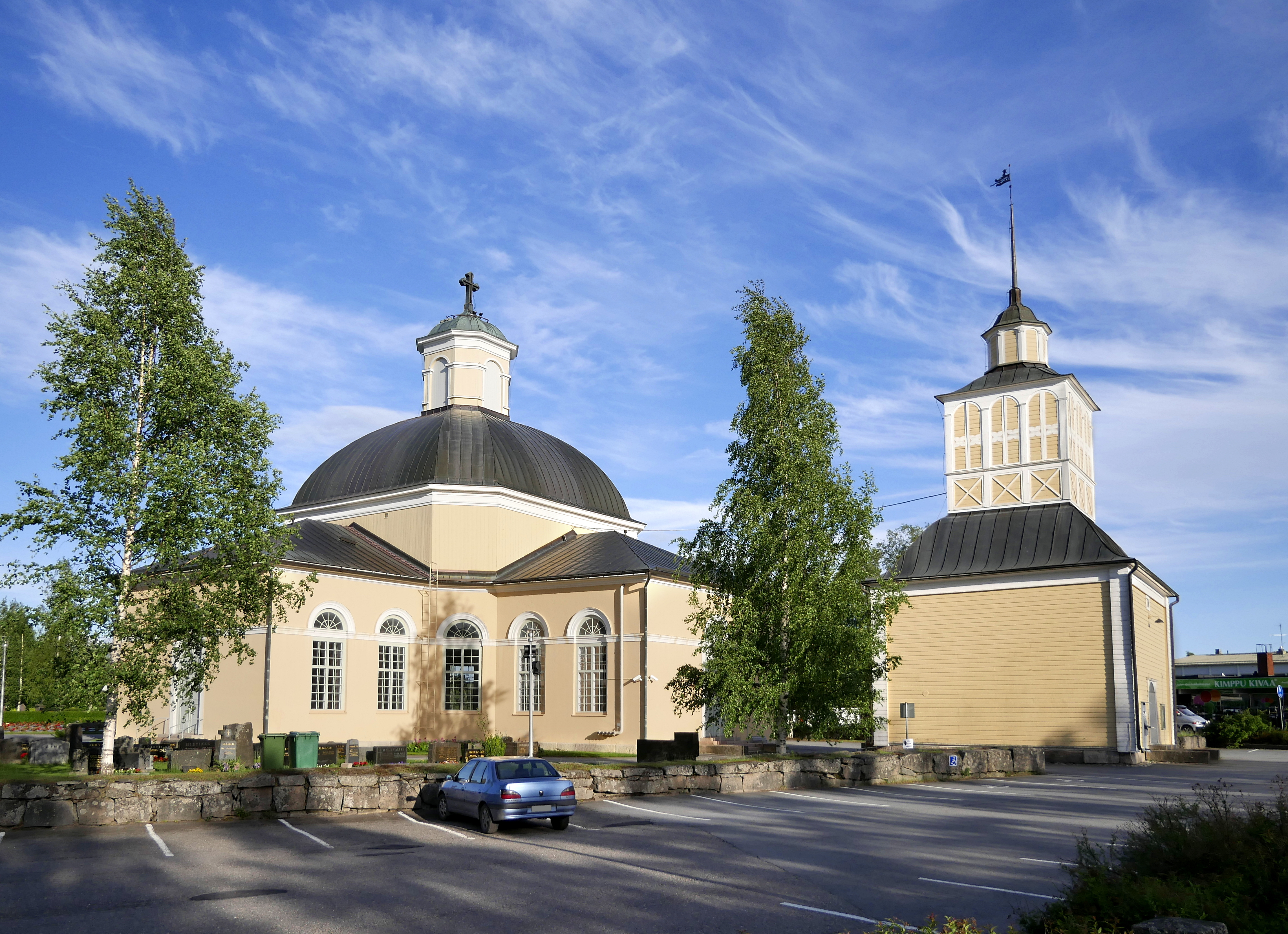
Eglise et clocher en 2017.
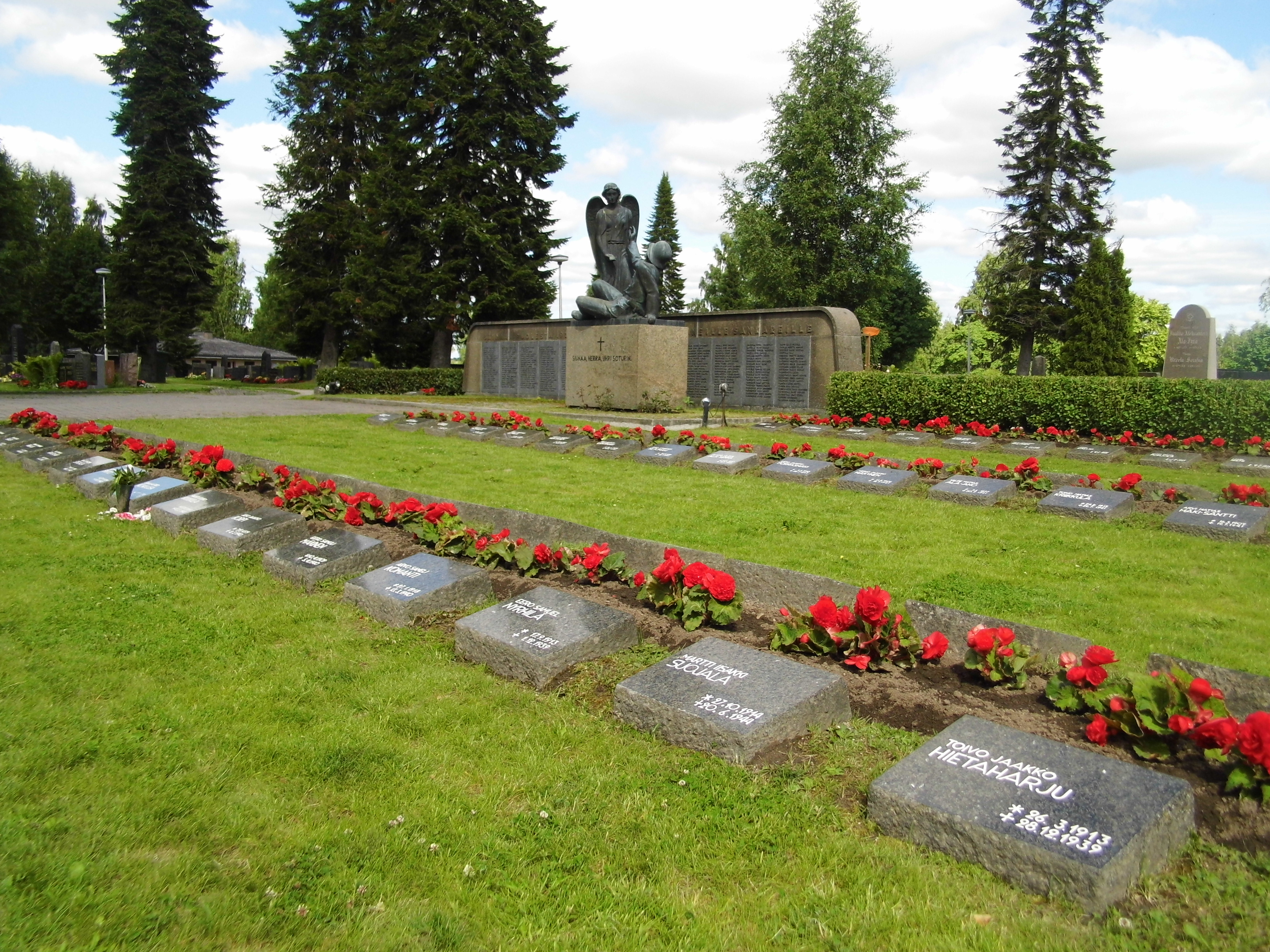
Tombes des héros de la guerre.